# Paratrigona rinconi
Paratrigona rinconi är en biart som beskrevs av Camargo och Jesus Santiago Moure 1994. Paratrigona rinconi ingår i släktet Paratrigona och familjen långtungebin. Inga underarter finns listade i Catalogue of Life.